# رولاند براون
رولاند براون (بالإنجليزية: Rowland Brown)‏ هو كاتب سيناريو ومخرج أمريكي، ولد في 6 نوفمبر 1900 في آكرون في الولايات المتحدة، وتوفي في 6 مايو 1963 في كوستا ميسا في الولايات المتحدة.

## وصلات خارجية
- رولاند براون على موقع IMDb (الإنجليزية)
- رولاند براون على موقع ألو سيني (الفرنسية)
- رولاند براون على موقع أول موفي (الإنجليزية)
- رولاند براون على موقع قاعدة بيانات برودواي على الإنترنت (الإنجليزية)
- رولاند براون على موقع قاعدة بيانات الأفلام السويدية (السويدية)
- رولاند براون على موقع قاعدة بيانات الفيلم (الإنجليزية)
- رولاند براون على موقع كينوبويسك (الروسية)